# Elberfelder Lesegesellschaft
Die Elberfelder Lesegesellschaft, die sich selbst „Erste Lesegellschaft“ nannte, war eine am 5. Januar 1775 von Elberfelder Bürgern im Geist der Aufklärung gegründete bürgerliche Vereinigung. Sie gehörte zu den ersten aufklärerischen Gesellschaften im Rheinland.
Angeregt von Goethes Zusammentreffen in Elberfeld mit Jung-Stilling, Lavater, Samuel Collenbusch und Heinse im Haus des Elberfelder Kaufmanns Anton Philipp Caspary wurde sie von acht Bürgern gegründet. Es waren der Bankier Abraham Kersten und sein Bruder Caspar, Caspar Gotthelf Grünenthal, Johann van der Beeck, Peter Teschemacher, Christian Wilhelm Kühler, Engelbert Troost und Engelbert Werth. Nach kurzer Zeit erweiterte sich die Gesellschaft schon auf 27 Mitglieder: Johann Heinrich Jung-Stilling, Dr. C. Kramer, Johann Rüttger Siebel, Anton von Carnap, Franz Karl von Carnap, Jakob Wichelhausen, Abraham Weerth, Peter vom Rath, Johann Gottfried Brögelmann, Johann Christian Hoecker, J. L. aus den Dörnen, Johann Casper Ullenberg, Peter Jakob Platzhoff, Peter Troost, Abraham Schwann, Johann Wilhelm Brögelmann, Johann Wilhelm Siebel, Jakob Weerth. Spätere Mitglieder waren die Ärzte Johann Simon Gottlieb Dinkler (1718–1792) und Karl Wilhelm Nose (1758–1835), der Kaufmann Gerhard Siebel.
Heinrich Jung-Stilling formulierte in seiner Eröffnungsrede die Zielsetzung der Gesellschaft als „Veredelung des Menschen durch Vermehrung seiner Kenntnisse und Verfeinerung seiner Sitten“.
Eine Bibliothek, Fachvorträge und gemeinsame Mahlzeiten waren wichtige Elemente der Gesellschaft. Kurfürst Karl Theodor wurde nach seinem Besuch im Juni 1785 ihr Protektor. Entscheidungen wurden demokratisch durch Abstimmung der gleichberechtigten Mitglieder herbeigeführt.
Die „Erste Lesegesellschaft“ war immer wieder Angriffen aus religiösen Kreisen und anti-aufklärerischen Strömungen ausgesetzt. 1818 wurde die Gesellschaft aufgelöst und ging in der Gesellschaft „Museum“ auf, die eher ein „Erholungs- und Repräsentationsverein“ (Illner) war.